# El Barrio de la Puebla
El Barrio de la Puebla es una localidad del municipio de La Puebla de Valdavia, en la provincia de Palencia.

## Situación
Se encuentra a un kilómetro de la localidad de La Puebla de Valdavia, en el valle del río homónimo.

## Demografía
Evolución de la población en el siglo XXI
| Gráfica de evolución demográfica de El Barrio de la Puebla entre 2000 y 2020 |
|                                                                              |
| Población de derecho (2000-2020) según el padrón municipal del INE           |

## Personalidades
- Mariano de la Mata Aparicio (1905-1983), beato y religioso agustino. Beatificado por Benedicto XVI.